# HMLA-267
267ème Escadron d'hélicoptères légers d'attaque (USMC)
Le Marine Light Attack Helicopter Squadron 267 (ou HMLA-267) est un escadron d'hélicoptère d'attaque du Corps des Marines des États-Unis composé d'hélicoptères d'attaque Bell AH-1Z Viper (en) et d'hélicoptères utilitaires Bell UH-1Y Venom. L'escadron, connu sous le nom de "Stingers" est basé à la Marine Corps Air Station Camp Pendleton, en Californie. Il est sous le commandement du Marine Aircraft Group 39 (MAG-39) et de la 3rd Marine Aircraft Wing (3rd MAW).

## Mission
Soutenir le commandement de la Force tactique terrestre et aérienne des Marines en fournissant un soutien aérien offensif, un soutien utilitaire, une escorte armée et une coordination des armes de soutien aéroportées, de jour comme de nuit dans toutes les conditions météorologiques lors d'opérations expéditionnaires, interarmées ou combinées

## Historique

### Origine

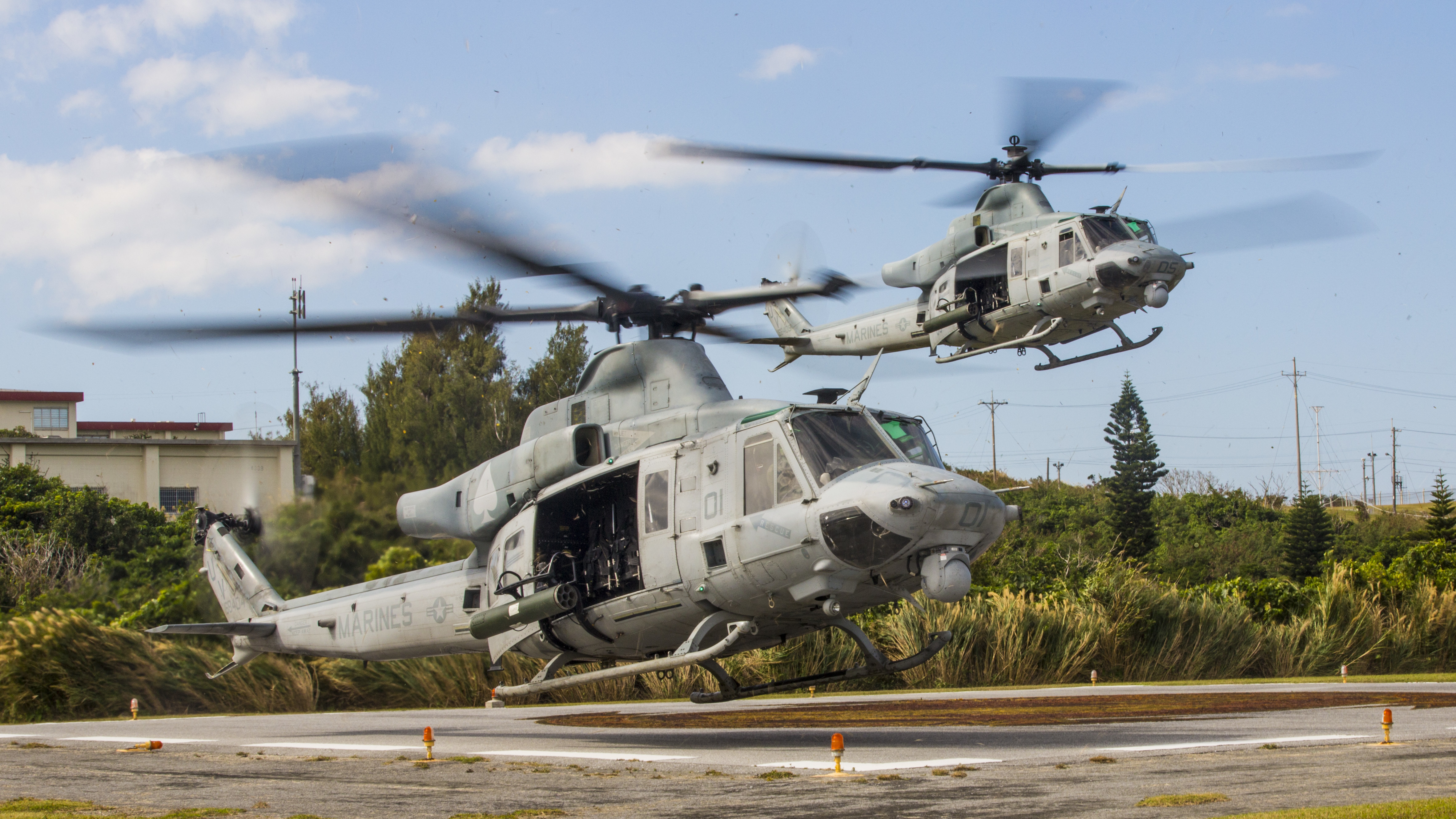
UH-1 Huey du HMLA-267

L'escadron a été mis en service le 15 février 1944 à Marine Corps Base Quantico, en Virginie, sous le nom de Marine Observation Squadron 5 (VMO-5 "Black Aces"). L'avion opérationnel à l'époque était l'OY-1 Sentinel. L'escadron s'est déployé avec la 3rd Marine Aircraft Wing (3rd MAW) sur le Théâtre Asie-Pacifique. Après la victoire de la Seconde Guerre mondiale, le VMO-5 s'est déployé à Sasebo, au Japon, pour le service d'occupation de septembre 1945 à janvier 1946. À la fin de cette tournée, il est retourné à San Diego et a été mis hors service le 31 janvier 1946.
Le VMO-5 a été réactivé au Marine Corps Base Camp Pendleton le 15 décembre 1966, et équipé de UH-1E Huey et d'OV-10 Bronco. En mars 1968, l'escadron a été renommé HML-267 en formant des pilotes et des équipages de remplacement pour le reste de la guerre. 
L'escadron a de nouveau été renommé HMLA-267 en 1987, et a reçu le Bell AH-1 SuperCobra (en).

### Service
Le HMLA-267 a été actif dans :  

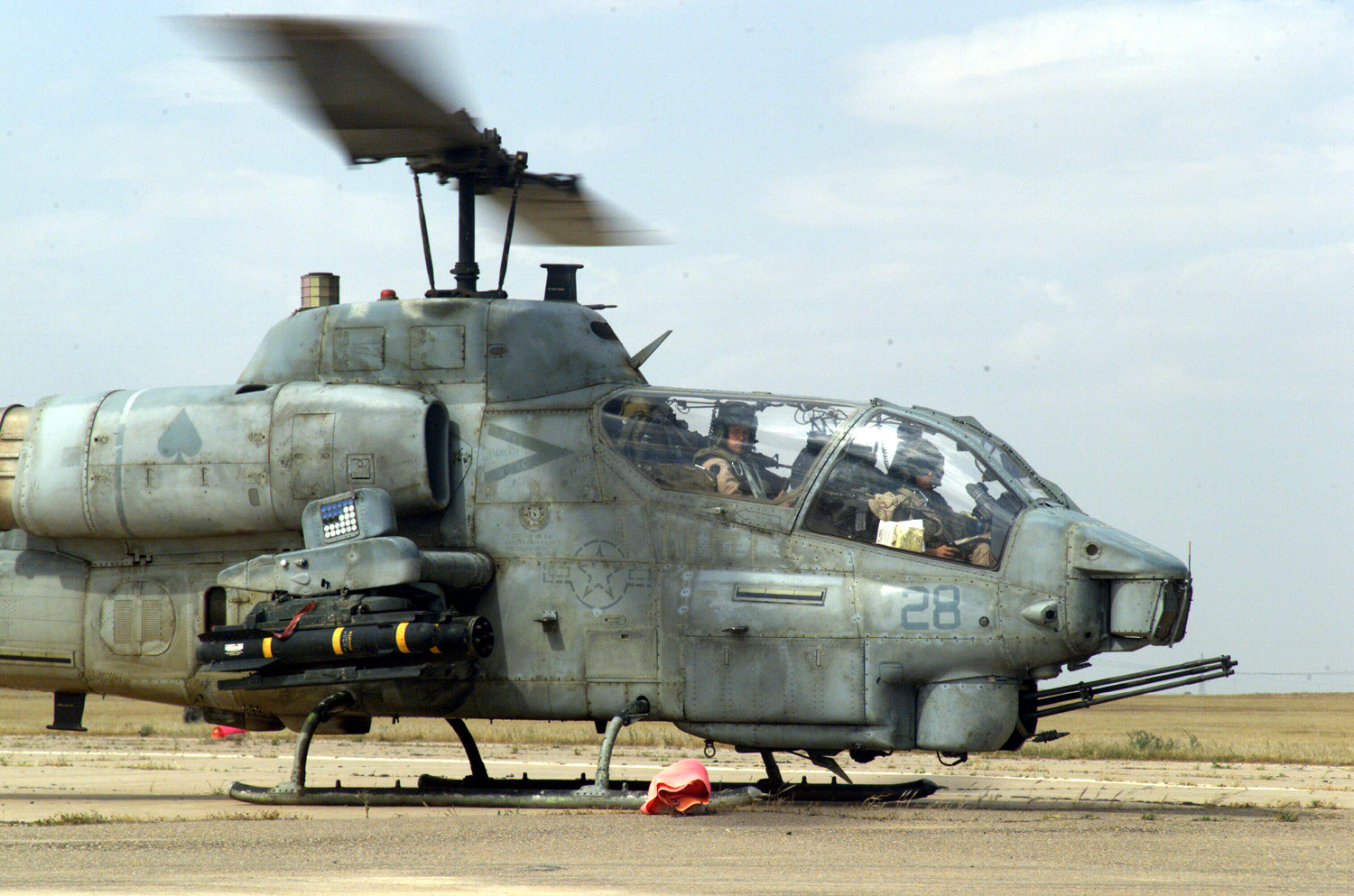
AH-1A Cobra du HMLA-267 durant Enduring Freedom

- 1990 - Opération Bouclier du désert (Guerre du Golfe)
- 1991 - Opération Tempête du désert (Guerre du Golfe)
- 1992 - Opération Desert Sweep (Golfe Persique)
- 1992 - Opération Restore Hope (Somalie)
- 2003 - Opération Iraqi Freedom
- 2004 - Bataille de Nadjaf (Irak)
- 2012-17 - Opération Enduring Freedom (Guerre d'Afghanistan)